# Non me ne accorgo
Non me ne accorgo – singiel włoskiego piosenkarza Marco Mengoniego wydany pod koniec listopada 2013 roku i promujący drugi album studyjny artysty zatytułowany #prontoacorrere.
Utwór miał swoją cyfrową premierę 12 marca 2013 roku za pośrednictwem serwisu iTunes.
Singiel dotarł do 16. miejsca włoskiej listy przebojów.

## Lista utworów
Digital download
1. „Non me ne accorgo” – 3:33

## Notowania na listach przebojów
| Kraj   | Lista (2010)  | Najwyższe miejsce |
| ------ | ------------- | ----------------- |
| Włochy | Album Top 100 | 16                |